# Szczapa

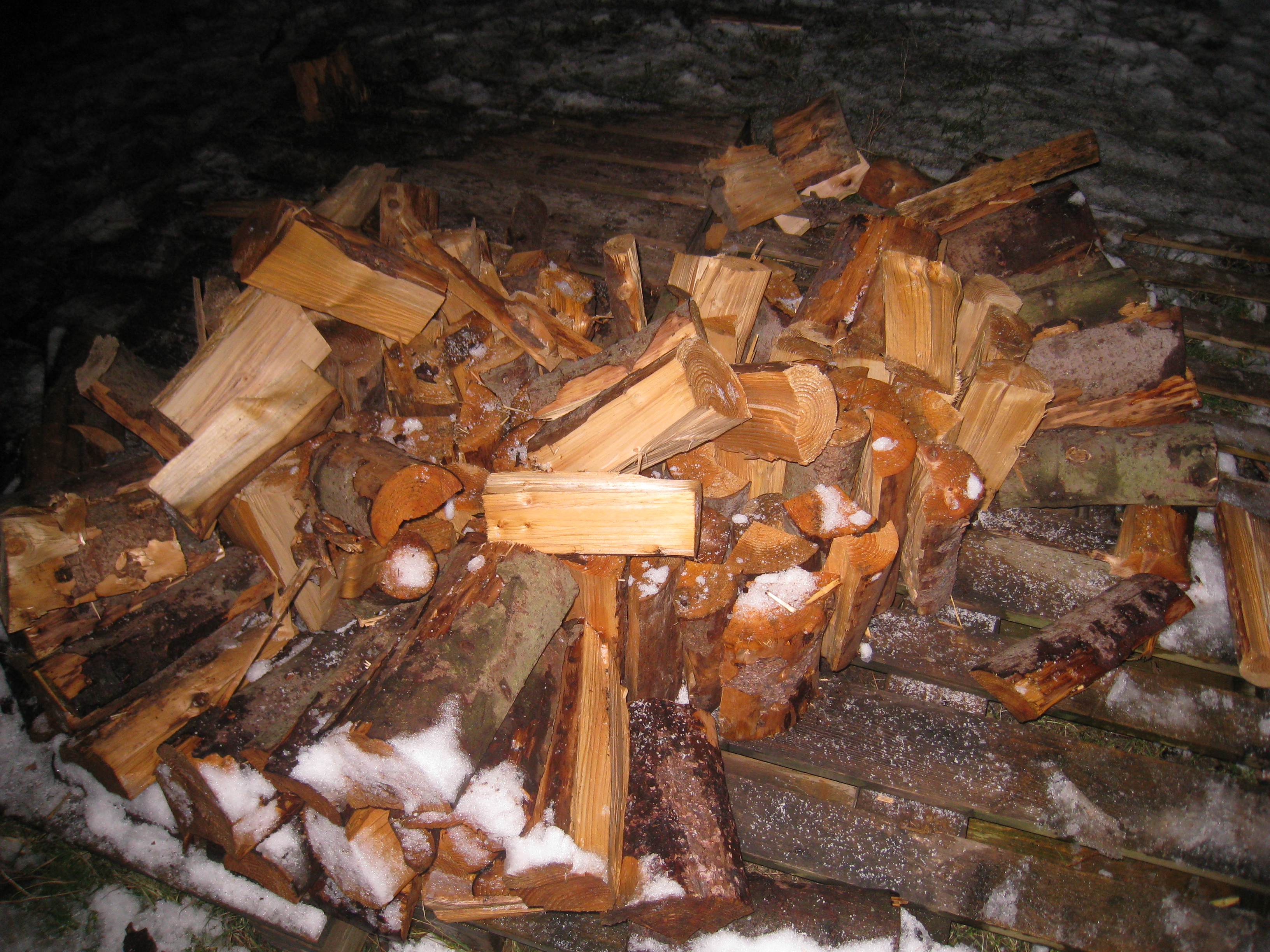
Stos polan

Szczapa (polano) – drewno uzyskane przez łupanie wzdłuż włókien. Mianem polano określa się nierównomierne szczapy drewna, uzyskiwane przez rąbanie siekierą pieńków drewna, z przeznaczeniem do opalania w kominku lub piecu.

## W leśnictwie
W leśnictwie, według „Polskiej Normy PN-93/D-02002 – Surowiec drzewny”, szczapy zaliczane do drewna średniowymiarowego określone są jako:
szczapa – drewno średniowymiarowe, łupane o długości 0,5–2,6 m.
Drewno łupane – surowiec drzewny wyrabiany z drewna okrągłego przez dzielenie go wzdłuż włókien narzędziami rozłupującymi.